# La Tourne
La Tourne è un passo posto nel Massiccio del Giura in Svizzera, scollina a un'altitudine di 1 170 metri, nel Canton Neuchâtel e collega le località di Corcelles e Montmollin a est con Les Ponts-de-Martel a ovest.